# Кыдзаёль
Кыдзаёль (устар. Кеджъёль) — река в России, протекает в Сосногорском районе Республики Коми. Устье реки находится в 131 км по правому берегу реки Лемъю. Длина реки составляет 16 км. В 4 км от устья справа впадает река Кеджъёль.
Кыдзаёль — в переводе с коми означает берёзовый ручей. От кыдза — «берёзовый» и ёль — «ручей», «лесная речка».

## Данные водного реестра
По данным государственного водного реестра России относится к Двинско-Печорскому бассейновому округу, водохозяйственный участок реки — Печора от водомерного поста у посёлка Шердино до впадения реки Уса, речной подбассейн реки — бассейны притоков Печоры до впадения Усы. Речной бассейн реки — Печора.
Код объекта в государственном водном реестре — 03050100212103000061142.